# Necrasovca-Veche, Ismail
Necrasovca-Veche (în rusă Старая Некрасовка, transliterat: Staraia Nekrasovka, în ucraineană Стара Некрасівка, transliterat: Stara Nekrasivka) este un sat în comuna Sofian-Trubaiovca din raionul Ismail, regiunea Odesa, Ucraina. Are 3,050 locuitori, preponderent ucraineni.
Satul este situat la o altitudine de 14 metri, în partea central-sudică a raionului Ismail, între lacul Sofian și brațul Chilia al Dunării. El se află la o distanță de 7 km est de centrul raional Ismail.
În satul Necrasovca-Veche se află cel mai sudic punct al Arcului geodezic Struve, rețea formată din 256 de puncte de observație, reprezentate prin cuburi de piatră cu latura de 2 metri, concepută cu scopul evaluării parametrilor tereștri și inclus în patrimoniul UNESCO în anul 2004.
De această comună depinde administrativ satul Dunaiske.

## Istoric
Prin Tratatul de pace de la București, semnat pe 16/28 mai 1812, între Imperiul Rus și Imperiul Otoman, la încheierea războiului ruso-turc din 1806 – 1812, Rusia a ocupat teritoriul de est al Moldovei dintre Prut și Nistru, pe care l-a alăturat Ținutului Hotin și Basarabiei/Bugeacului luate de la turci, denumind ansamblul Basarabia (în 1813) și transformându-l într-o gubernie împărțită în zece ținuturi (Hotin, Soroca, Bălți, Orhei, Lăpușna, Tighina, Cahul, Bolgrad, Chilia și Cetatea Albă, capitala guberniei fiind stabilită la Chișinău).
Pentru a-și consolida stăpânirea asupra Basarabiei, autoritățile țariste au sprijinit stabilirea în sudul Basarabiei a familiilor de imigranți bulgari și găgăuzi din sudul Dunării, precum și a rascolnicilor (așa-numiții lipoveni), aceștia primind terenuri de la ocupanții ruși ai Basarabiei. Satul Necrasovca-Nouă a fost fondat în anul 1814 de către coloniștii ruși-lipoveni, descendenți ai cazacilor de pe Don necrasovți.
În urma Tratatului de la Paris din 1856, care încheia Războiul Crimeii (1853-1856), Rusia a retrocedat Moldovei o fâșie de pământ din sud-vestul Basarabiei (cunoscută sub denumirea de Cahul, Bolgrad și Ismail). În urma acestei pierderi teritoriale, Rusia nu a mai avut acces la gurile Dunării. În urma Unirii Moldovei cu Țara Românească din 1859, acest teritoriu a intrat în componența noului stat România (numit până în 1866 "Principatele Unite ale Valahiei și Moldovei").
În 1860, o parte dintre rușii-lipoveni din sat au fondat mai la vest de Ismail un nou sat denumit Necrasovca-Nouă. În urma Tratatului de pace de la Berlin din 1878, România a fost constrânsă să cedeze Rusiei sudul Basarabiei.
În perioada de până la primul război mondial, s-au intensificat nemulțumirile țăranilor săraci cauzate de lipsa pământului. În decembrie 1917, activiștii bolșevici au preluat conducerea în sat. Intervenția armatei române a dus la înăbușirea rebeliunii bolșevice și la pacificarea localității.

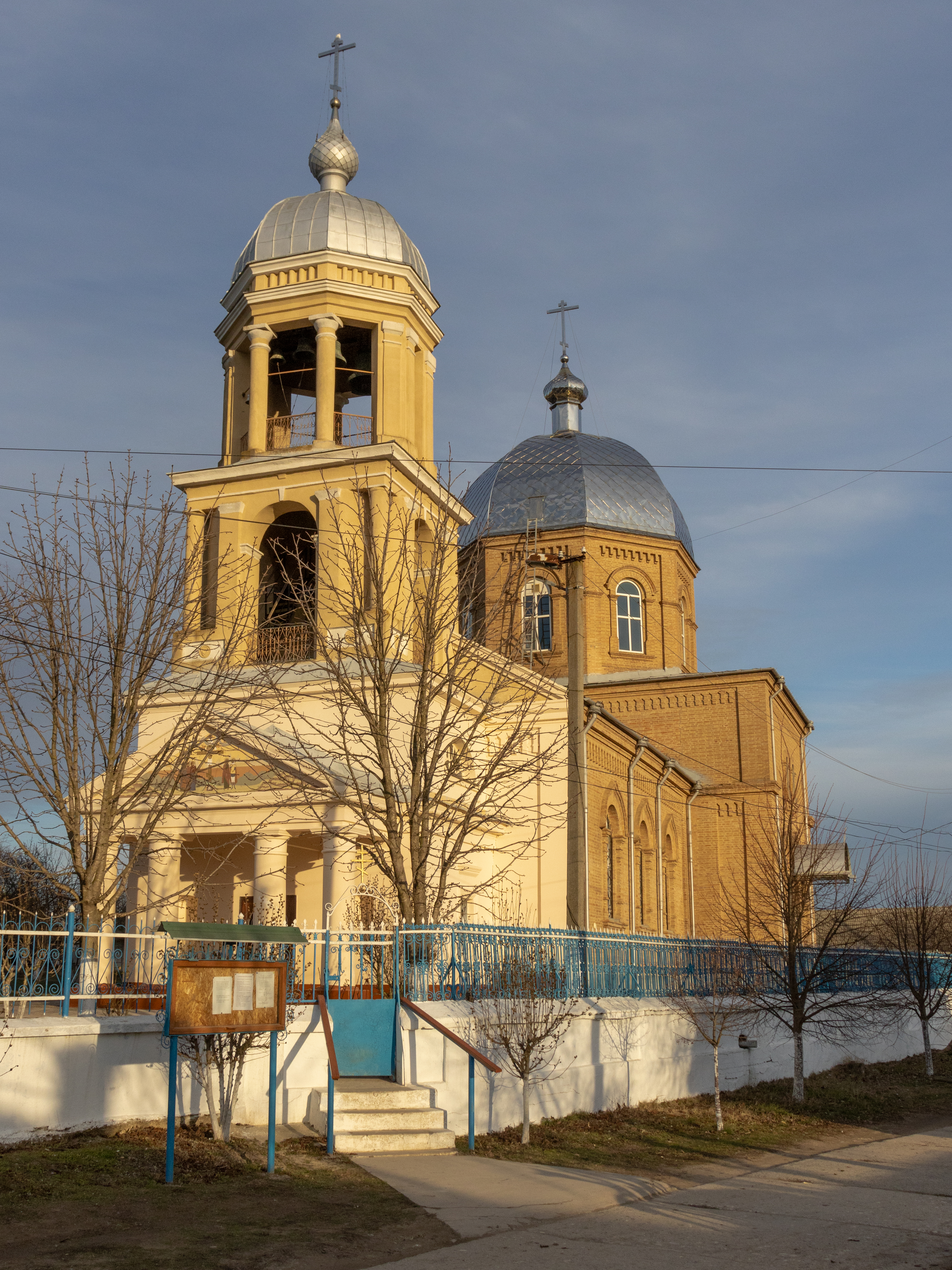
Clopotniţa bisericii lipoveneşti "Sf. Ioan" din satul Necrasovca-Veche, construită în 1823.

După Unirea Basarabiei cu România la 27 martie 1918, satul Necrasovca-Veche a făcut parte din componența României, în Plasa Fântâna Zânelor a județului Ismail. Pe atunci, majoritatea populației era formată din ruși-lipoveni. La recensământul din 1930, s-a constatat că din cei 2.089 locuitori din sat, 2.070 erau ruși (99.09%), 3 bulgari (0.14%), 1 român, 1 ceh și 14 de altă naționalitate.
În perioada interbelică, satul s-a aflat în aria de interes a activiștilor bolșevici din URSS, aici existând un comitet revoluționar clandestin. Mai mulți săteni au participat la Răscoala de la Tatarbunar din 1924, organizată de bolșevicii din URSS. După înăbușirea revoltei, au fost arestați 4 țărani. La 2 februarie 1930 mai mulți locuitori au participat la demonstrațiile politice care au avut loc la Ismail, cerând răsturnarea guvernului. Cu acest prilej au fost arestați câțiva săteni. În 1932, tribunalul militar a condamnat la pedepse cu închisoarea patru săteni acuzați de propagandă comunistă. În ciuda acestor măsuri, poliția constata în 1940 că locuitorii din sat instituiseră un nou comitet bolșevic.  

Ca urmare a Pactului Ribbentrop-Molotov (1939), Basarabia, Bucovina de Nord și Ținutul Herța au fost anexate de către URSS la 28 iunie 1940. După ce Basarabia a fost ocupată de sovietici, Stalin a dezmembrat-o în trei părți. Astfel, la 2 august 1940, a fost înființată RSS Moldovenească, iar părțile de sud (județele românești Cetatea Albă și Ismail) și de nord (județul Hotin) ale Basarabiei, precum și nordul Bucovinei și Ținutul Herța au fost alipite RSS Ucrainene. La 7 august 1940, a fost creată regiunea Ismail, formată din teritoriile aflate în sudul Basarabiei și care au fost alipite RSS Ucrainene .
În perioada 1941-1944, toate teritoriile anexate anterior de URSS au reintrat în componența României. Apoi, cele trei teritorii au fost reocupate de către URSS în anul 1944 și integrate în componența RSS Ucrainene, conform organizării teritoriale făcute de Stalin după anexarea din 1940, când Basarabia a fost ruptă în trei părți. Un număr de 157 localnici au luptat în cel de-al doilea război mondial, 42 dintre ei murind pe front.
În anul 1954, Regiunea Ismail a fost desființată, iar localitățile componente au fost incluse în Regiunea Odesa.
Începând din anul 1991, satul Necrasovca-Veche face parte din raionul Ismail al regiunii Odesa din cadrul Ucrainei independente. În prezent, satul are 3.050 locuitori, preponderent ucraineni.

## Economie
Locuitorii satului Necrasovca-Veche se ocupă în principal cu agricultura. Se cultivă legume, pomi fructiferi și viță de vie. Ferma din sat se ocupă cu producerea de conserve de fructe.

## Demografie
Componența lingvistică a localității Necrasovca-Veche
     Rusă (91,11%)
     Ucraineană (5,18%)
     Română (2%)
     Bulgară (1,41%)
     Alte limbi (0,03%)
Conform recensământului din 2001, majoritatea populației localității Necrasovca-Veche era vorbitoare de rusă (91,11%), existând în minoritate și vorbitori de ucraineană (5,18%), română (2%) și bulgară (1,41%).
1930: 2.089 (recensământ) 
2001: 3.050 (recensământ)

## Obiective turistice
- Clopotnița bisericii "Sf. Ioan" - monument de arhitectură construit în 1823
- Monumentul care marchează capătul sudic al Arcului geodezic Struve (inclus în patrimoniul UNESCO în anul 2004)